# Iglesia de Nuestra Señora de la Purificación (Gazólaz)
La iglesia de Nuestra Señora de la Purificación es una iglesia románica del siglo XIII situada en la localidad de Gazólaz (Cizur, Navarra, España). Cuenta con una galería porticada única en Navarra y es uno de los ejemplares más septentrionales de esta forma arquitectónica típica de la zona de Soria, Segovia y la sierra de la Demanda.
La iglesia fue declarada Monumento histórico-artístico perteneciente al Tesoro Artístico Nacional mediante decreto de 3 de junio de 1931. Actualmente está considerada como Bien de Interés Cultural.

## Historia

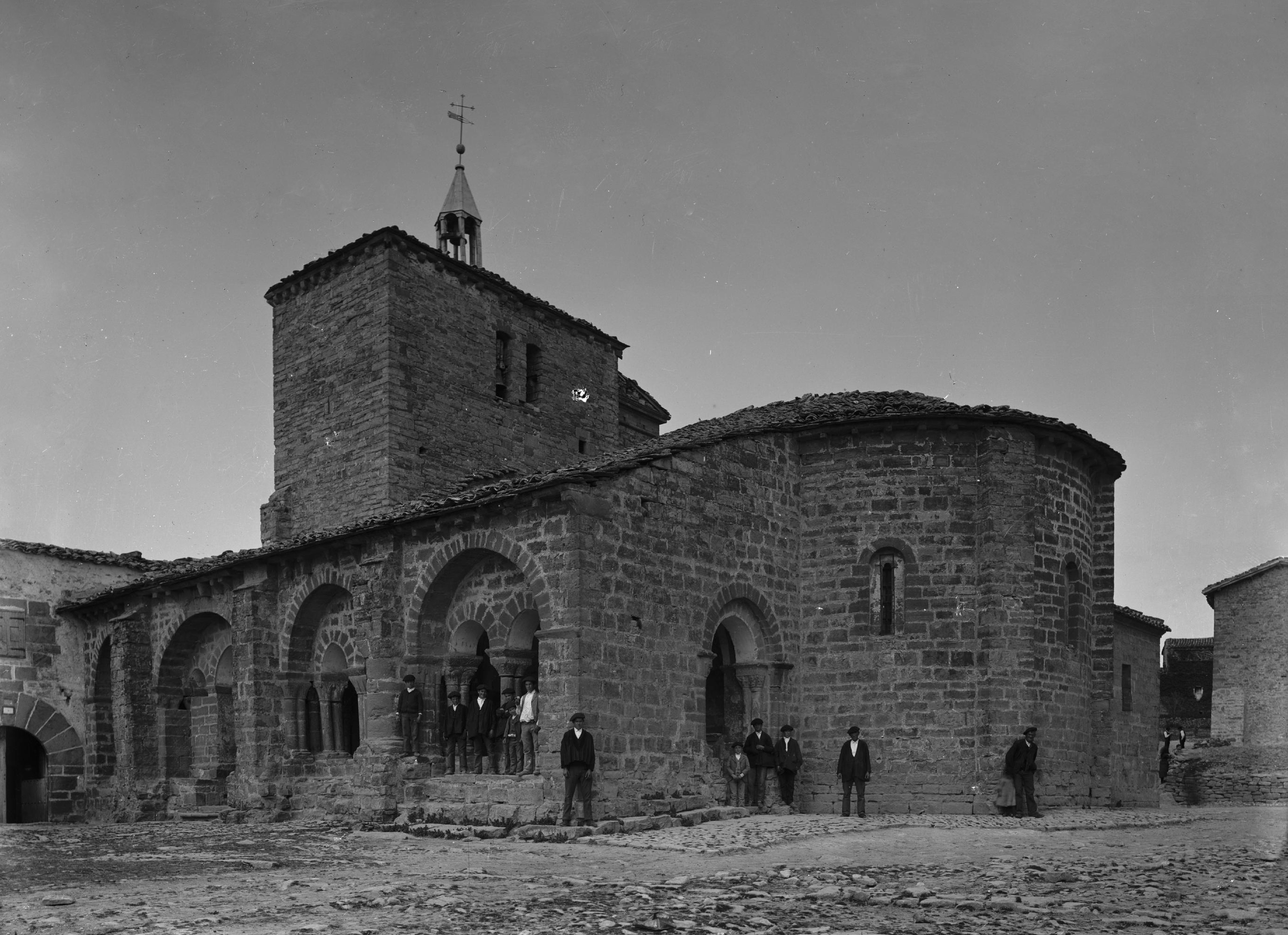
Fotografía de la iglesia parroquial de Gazólaz tomada por Julio Altadill entre 1892 y 1909

La iglesia de Gazólaz es un templo porticado románico tardío de época medieval que fue construido en la primera mitad del siglo XIII, aunque algunos estudiosos la atribuyen al siglo XI. La tosquedad de sus capiteles hace pensar a estos historiadores que la iglesia habría sido construida en el siglo XI. Sin embargo, la estructura arquitectónica del atrio, con sus bóvedas nervadas y arcos ligeramente apuntados, confirma que es del siglo XIII. Es considerado el ejemplo navarro más destacado en su tipología.
La iglesia fue construida por los arquitectos de la Orden de San Juan. La solicitud y cuidado con la que está realizada la hace diferenciarse de otras de su época construidas por distintas órdenes. Algunos historiadores creen posible que su construcción fuera ordenada por Pedro Ximénez de Gazólaz, quien fue obispo de Pamplona desde 1242 hasta 1266. Según Biurrun Sótil, la iglesia habría sido construida gracias a la generosidad del padre de Pedro Ximénez: el noble Ximeno de Gazólaz, quien fue nombrado caballero en 1223. Este habría recibido tal distinción tras acompañar al rey Sancho el Fuerte en la Batalla de las Navas de Tolosa, como gran parte de la nobleza navarra.
En el siglo XVI se añadieron el coro y la sacristía, obra del cantero Miguel de Azcárate. Entre 1641 y 1645, el ensamblador Martín de Echeverría realizó el retablo que preside la iglesia. El retablo de la Virgen del Rosario fue realizado a mediados del siglo XVIII. En 1752 se añadió el retablo de San José.
Mediante decreto del 3 de junio de 1931, la iglesia de Gazólaz fue declarada Monumento histórico-artístico perteneciente al Tesoro Artístico Nacional por el gobierno provisional de la Segunda República Española. Este decreto fue, hasta ese momento, la principal actuación llevada a cabo en España para proteger el patrimonio inmueble. En 1992 se restauró el interior del templo.

## Interior

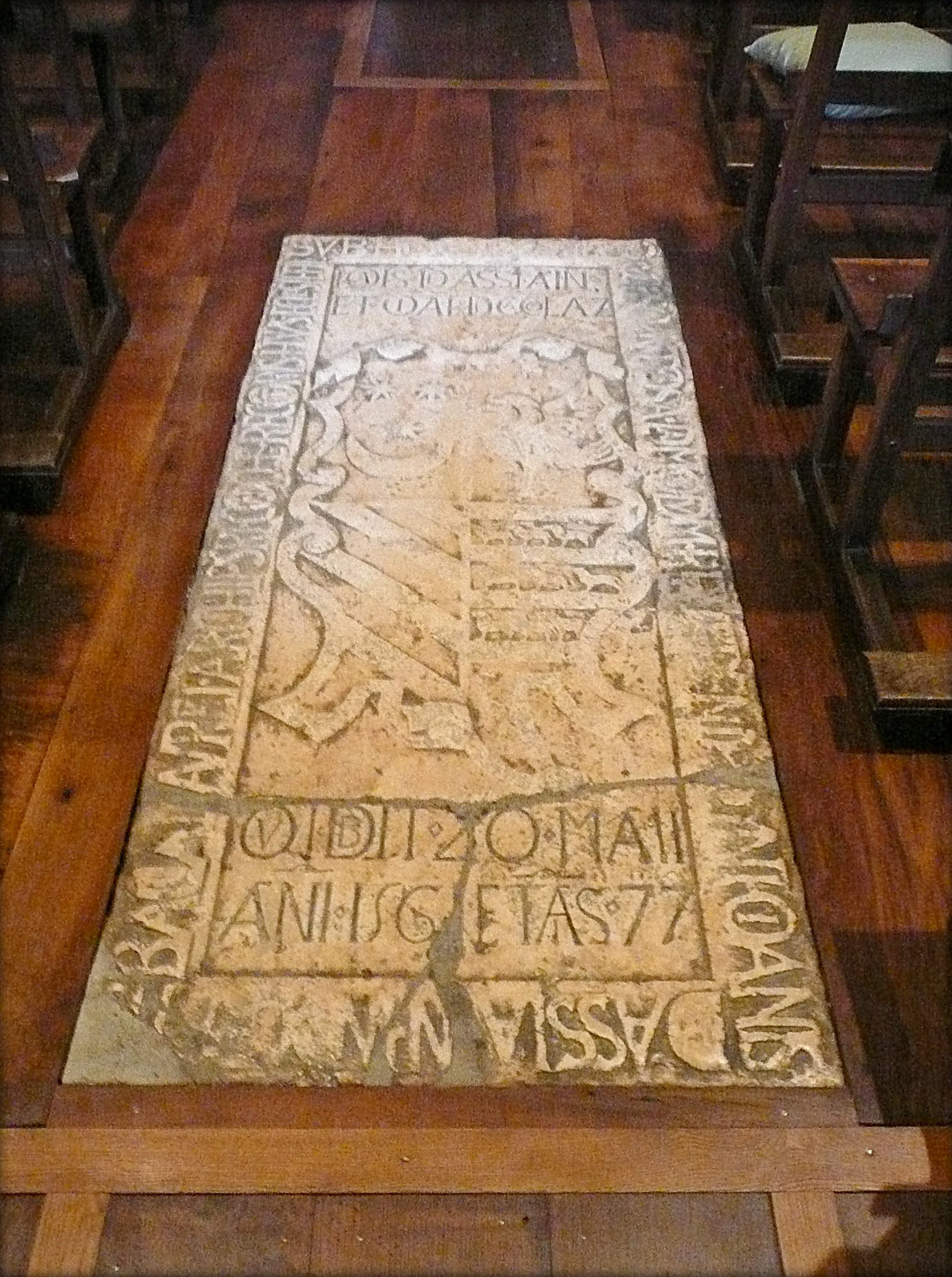
Tumba de alabastro del

En planta, el interior de la iglesia está compuesto por una sola nave de tres tramos encabezada por un ábside semicircular, composición típicamente románica. La nave está cubierta por una bóveda de cañón de arcos apuntados, dividida en tres tramos marcados por fajas cuadrangulares. Siguiendo el hacer románico, el interior del templo carece de todo tipo de ornamentación. Las paredes del interior se encuentran enlucidas y algunos pilares y ménsulas muestran el sillar.
El ábside semicircular está cubierto por una bóveda de horno sostenida por contrafuertes. En el ábside se encuentra el retablo mayor de la iglesia. El ábside tiene tres ventanales alargados de medio punto con cenefa lisa. El central queda oculto tras el retablo. En el lado del evangelio del ábside se abre un hueco que conduce a la sacristía, obra de Miguel de Azcárate del siglo XVI. Para separar el ábside y la nave existe una verja gótica de forja del siglo XVII. Los varales de la verja terminan en lanzas de lirios, flores de lis y puntas dobladas.
En el tercer tramo de la nave —el tramo inmediato al ábside— existe una capilla lateral de planta cuadrada en el lado del evangelio, y un nicho en el lado de la epístola. En la capilla lateral se encuentra el retablo barroco de la Virgen del Rosario, de mediados del siglo XVIII. En el lado de la epístola se encuentra el retablo de San José, también barroco, ejecutado en 1752.
En el segundo y tercer tramo de la nave se conservan cuatro laudas sepulcrales de alabastro y madera, empotradas en el suelo de la nave, con inscripciones de enterramientos de personajes notables de la historia de Gazólaz. La primera lauda —situada junto al lado del evangelio— es de 1717. Tiene un escudo labrado y la inscripción «Esta sepultura es de Juan Antonio Ochoa de Olza y María Josepha de Erice y sus descendientes». La lauda central es de mediados del siglo XVI y pertenece a Joanes de Asiáin, abad de Gazólaz y arcipreste de la Cuenca, y su esposa Ioanae de Gazólaz. La tercera lauda está situada junto al lado de la epístola y posee un rótulo junto al escudo que dice «Esta sepultura es de López de Erice y María Juana de Gazólaz su muger i descendientes». La cuarta sepultura está situada en el centro, junto a la verja que delimita el ábside. Es de 1817 y está realizada en madera.
Sobre el primer tramo de la nave —el tramo situado a los pies de la iglesia— se encuentra el coro, que fue añadido en el siglo XVI por el cantero Miguel de Azcárate. En el sotocoro se encuentra la primitiva pila bautismal gótica. Es de fuste y su capitel está decorado con roleos y otros motivos como aspas. La pila de agua bendita, que está situada a la izquierda de la entrada, corresponde al siglo XVII.

### Retablo mayor

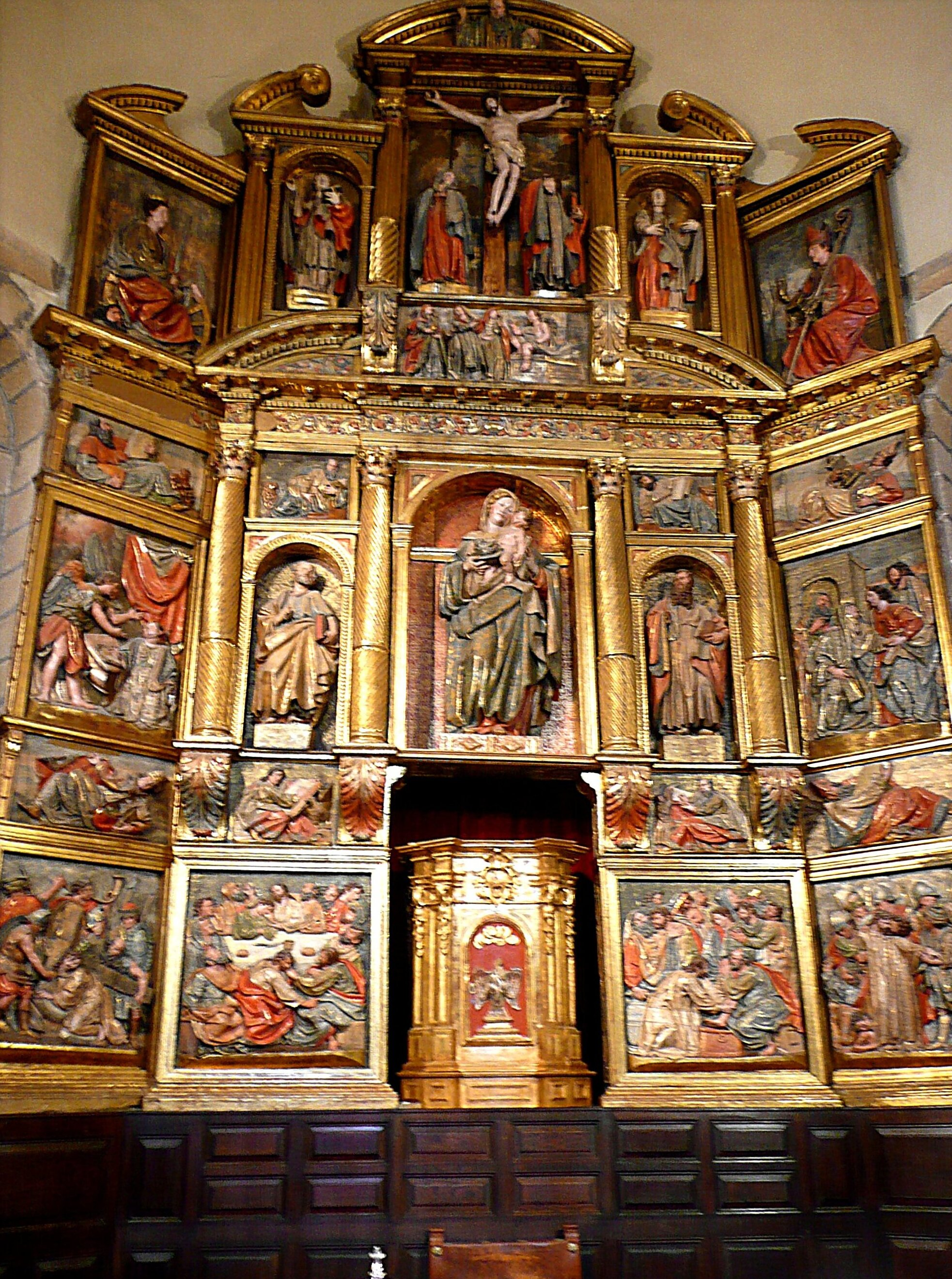
Retablo mayor

El retablo mayor de la iglesia es tardorromanista. Fue realizado en 1641 por el ensamblador Martín de Echeverría, siendo una de sus últimas obras. Se cree que fue dorado por Miguel de Armendáriz. Está dividido en tres partes principales y se encuentra situado en el ábside detrás del altar.
En el primer cuerpo del retablo se observa el Camino hacia el Calvario, la Última Cena, el Lavatorio y el Prendimiento de Jesús. Para dividir este cuerpo del siguiente se incluye un entrepaño con los cuatro evangelistas: Juan, Lucas, Marcos y Mateo. En el segundo cuerpo, Echeverría coloca la Anunciación y la Visitación en los extremos, y en medio las figuras de San Pedro y San Pablo a ambos lados de la imagen de la Virgen con el Niño. Sobre ellos se encuentran los cuatro Padres de la Iglesia latina. Finalmente, en la parte superior, el Calvario sobre la imagen de la Adoración de los Magos y a ambos lados vírgenes y mártires.
El sagrario está situado en el centro inferior del retablo. No es de la misma época que el retablo, sino que fue realizado posteriormente. Es de estilo barroco de mediados del siglo XVIII. Tiene en el frente un relieve que muestra un pelícano alimentando a sus crías. Este retablo sustituyó a uno que existía de estilo herreriano y que encajaba en el retablo formando una unidad. Fue construido por el ensamblador Francisco de Olmos hacia 1601, de modo que era anterior al resto del retablo.

## Atrio

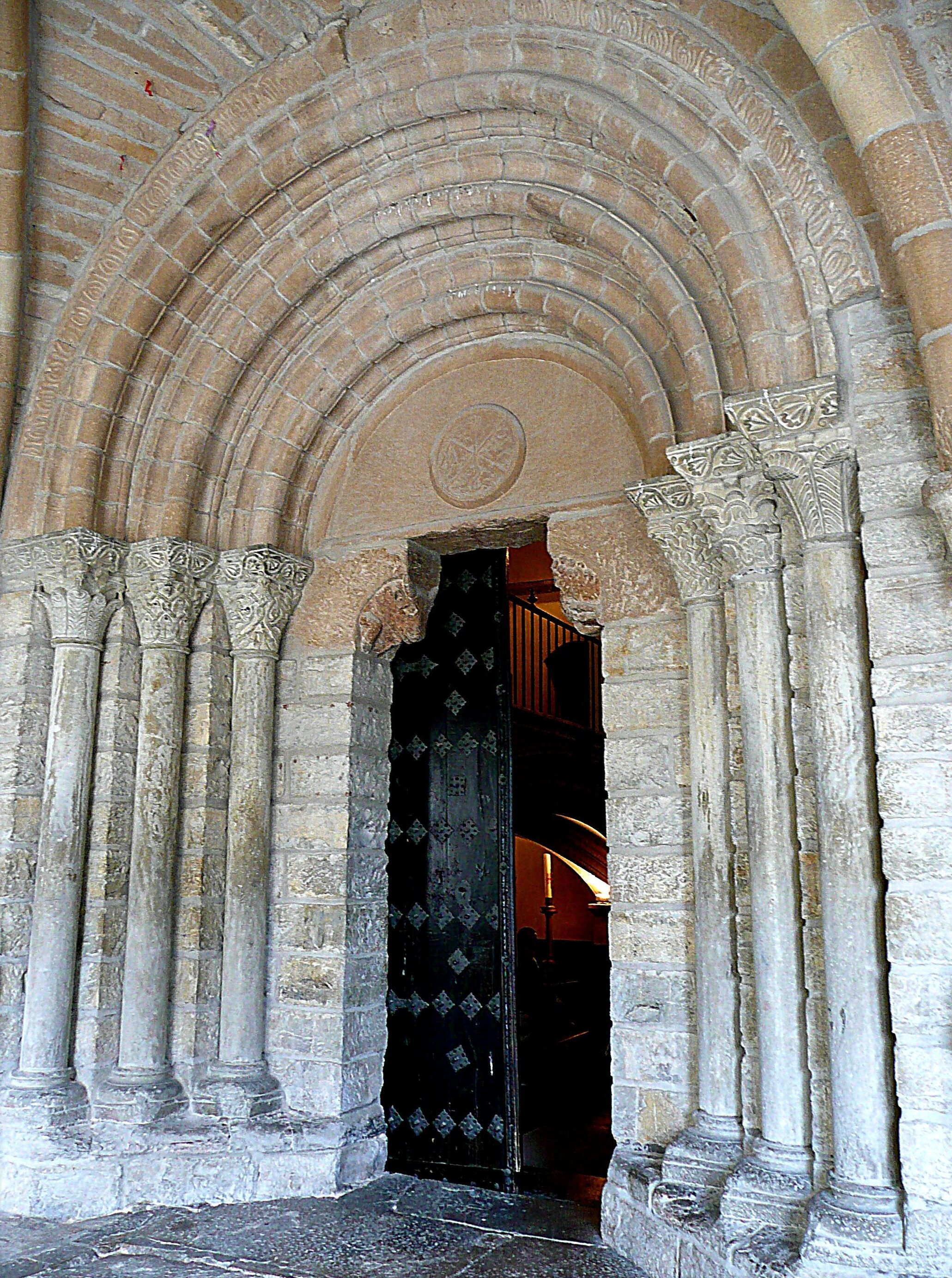
Portal de acceso al interior de la iglesia

El atrio de la iglesia de Gazólaz está ubicado frente a la única puerta del templo y es de transición desde el arte románico hasta el gótico. Esta galería porticada, junto con la de Eusa, es única en Navarra y con la de Armentia (Álava) son los ejemplares más septentrionales de esta forma arquitectónica típica de la zona de Soria, Segovia y la sierra de la Demanda.
Este pórtico lateral consta de dos entradas: una de medio punto simple orientada al Sur, frente a la puerta de acceso a la iglesia, y otra de arco de medio punto que mira al Este. El portal de acceso a la iglesia es abocinado de medio punto con tres arquivoltas sobre columnas con capiteles impresos de tema vegetal y entrelazos. El tímpano cuenta con un crismón trinitario y se apoya en dos ménsulas que representan un toro, a la izquierda, y un león devorando a un hombre, a la derecha.
La sencillez del interior del templo contrasta con una mayor ornamentación exterior. El atrio está constituido por tres arcos de medio punto sustentados por columnas pareadas, situadas a su vez sobre un zócalo. Los arcos exteriores albergan en su interior otros dos arcos que se apoyan sobre sus respectivas columnas y capiteles. Protege el pórtico un pequeño alero sostenido por canes labrados con motivos como contorsionistas, figuras humanas, cabezas de animal, bolas o el ajedrezado jacobeo.
En la bóveda se observa un elemento diferenciador; tres pequeñas bóvedas compuestas por arcos apuntados entrecruzados dando lugar a tres bóvedas nervadas, componente gotizante del atrio. Están apoyadas de igual forma en columnas cuyos capiteles son asimismo una excepción.

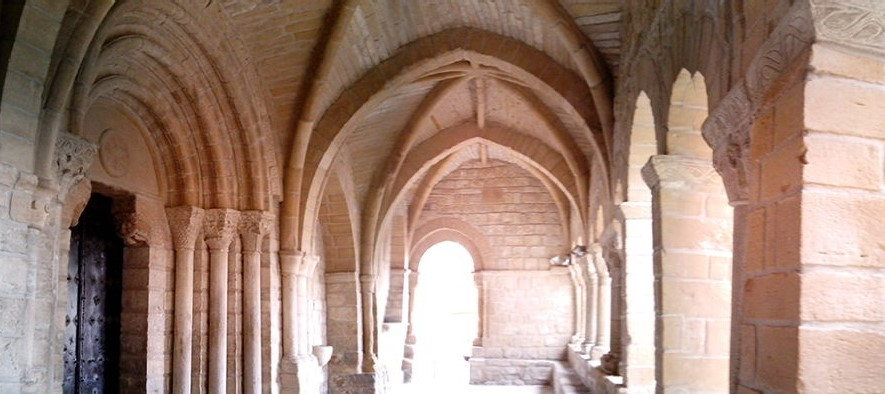
Atrio de la iglesia de Gazólaz

Todos los capiteles son diferentes: los hay que carecen de decoración alguna mientras que otros están decorados con motivos florales, animales y mitológicos. Hay algunos capiteles historiados como la Entrada de Jesús en Jerusalén, un ángel barbado que parece conducir un caballo o un toro alargado que remata tres columnas. Sobre una doble columna pareada se descubre un extenso capitel en el cual se reproduce la imagen de dos grifos en el frente, un centauro y San Miguel alanceando el dragón en los lados más cortos. Asimismo, de gran sabor morisco, se aprecian unas torres acabadas en cabezas humanas. Los capiteles llevan, generalmente, cimacios de entrelazo vegetal y espirales. También se reconocen palmetas, tallos entrelazados y toscas aves que se picotean las patas —motivo difundido desde su aparición en la portada de la catedral románica de Pamplona y en la del Monasterio de Leyre.
Al igual que en muchas iglesias navarras, destaca un capitel con unas cabezas humanas en los extremos. Encontramos casi oculto entre los pilares y justo en el lado derecho del arco central una Virgen con el niño.
En el lateral de la entrada Sur del pórtico, encontramos capiteles con cabezas humanas entre bolas y cabezas de animales de cuyas bocas salen argollas trianguladas. La entrada Este ornamenta sus capiteles con diferentes motivos: pájaros picándose las patas, un centauro y escenas relativas a la Pasión como el Beso de Judas, la Oración en el Huerto, Pedro cortando la oreja a Malco o la Crucifixión de Jesús.

## Campanario
La Iglesia de Nuestra Señora de la Purificación cuenta con un campanario a los pies del templo al que se accede por una escalera de caracol que sube desde el coro. Esta torre es de planta rectangular y en lo alto se abren dos huecos para las campanas. Se remata en el tejado con una cruz. Cuenta con cuatro campanas: dos mayores y dos pequeñas.